# SecuROM
SecuROM est un ancien système de protection contre la copie des CD/DVD devenu important à la fin des années 2000. Développé par Sony DADC, il était le plus souvent utilisé pour les jeux vidéo PC. SecuROM avait pour but de résister aux périphériques de copie professionnels et personnels, ainsi qu'aux tentatives de rétro-ingénierie. 
Les dernières versions (v4 et plus) empêchent le clonage (copie 1:1) de CD-R. Certains programmes (tels Daemon Tools - émulateur de CD/DVD- ou YASU -Yet Another SecuROM Utility-) peuvent cependant contourner (émuler) cette protection (mais ne peuvent pas la copier). Daemon Tools Pro permet cependant de créer des images fonctionnelles (format MDS/MDF) des disques protégés avec SecuROM (quelle qu'en soit la version).

## Controverses
L'utilisation de SecuROM est assez controversée, notamment car il installe automatiquement une extension empêchant l'explorateur de fichier de Windows d'effacer les exécutables 16-bits (la plupart[pas clair] étant des exécutables 32 ou 64 bits).
Cette protection est utilisée sur le jeu BioShock dans sa version "SecuROM Product Activation". Au lieu de vérifier le DVD, la protection nécessite une activation sur un serveur internet, et le jeu ne peut être activé qu'un nombre de fois limité (ce système est également utilisée sur le jeu Spore mais n'est pas signalé sur la jaquette, ainsi que sur Mass Effect, Sacred 2, Command and Conquer : Alerte rouge 3 et Grand Theft Auto IV). Quand l'utilisateur n'a plus d'activations disponibles, il doit contacter le support technique de l'éditeur et motiver sa demande afin d'obtenir une activation supplémentaire.
Les détracteurs de ce DRM affirment que les protections de Spore ont été détournées le jour de sa sortie et pensent que ce système contraignant pénalise les consommateurs légitimes. Ce procédé d'activation fait l'objet d'une « class action » aux USA, et certains sites affichant leur hostilité contre cette protection se sont montés.
Un certain nombre d'articles ou de tests tendent aussi à mettre en évidence l'effet pénalisant de cette protection sur les performances des jeux.

### Sources
- http://www.pcinpact.com/actu/news/38431-Bioshock-Installation-SecuROM-Elizabeth-Tobe.htm
- http://www.courthousenews.com/2008/09/23/Spore.pdf
- http://www.1up.com/do/newsStory?cId=3170131
- http://www.infos-du-net.com/actualite/18530-DRM-jeux-video.html